# L'Image aimée
Pour plus de détails, voir Fiche technique et Distribution.
L'Image aimée (The Face on the Bar-Room Floor) est un film muet américain réalisé par John Ford, sorti en 1923.

## Fiche technique
- Titre : L'Image aimée
- Titre original : The Face on the Bar-Room Floor
- Réalisation : John Ford (crédité Jack Ford)
- Scénario : G. Marion Burton et Eugene B. Lewis, d'après un poème d'Hugh Antoine d'Arcy
- Photographie : George Schneiderman
- Production : William Fox
- Société de production et de distribution : Fox Film Corporation
- Pays d'origine :  États-Unis
- Langue originale : anglais
- Format : Noir et blanc  - 35 mm - 1,33:1 - Film muet
- Genre : drame
- Durée : 60 minutes[1] (6 bobines)
- Date de sortie :
  - États-Unis : 1er janvier 1923

## Distribution
- Henry B. Walthall : Robert Stevens
- Ruth Clifford : Marion Trevor
- Ralph Emerson : Dick Von Vleck
- Frederick Sullivan : Thomas Waring
- Alma Bennett : Lottie
- Norval McGregor : le gouverneur
- Michael Dark : Henry Drew
- Gus Saville : le pêcheur

## Autour du film
- Ce film est considéré comme perdu selon Silent Era.
- Le même poème a servi pour le scénario d'un film de Charlie Chaplin, Charlot artiste peintre, en 1914